# Curt Kempff
Curt Sixten Reinhold Kempff, född 19 november 1891 i Västerås domkyrkoförsamling, Västmanlands län, död 16 maj 1970 i Engelbrekts församling, Stockholms län, var en svensk militär (överste).

## Biografi
Kempff var son till lantbruksingenjören Sixten Kempff och Anna Sjöstedt. Han tog studentexamen i Umeå 1910, var underlöjtnant vid Norrlands artilleriregemente (A 4) 1912 och var kapten i generalstaben 1926. Kempff blev major 1934, överstelöjtnant i generalstaben 1937, tjänstgjorde vid Wendes artilleriregemente (A 3) 1940, var överste vid Gotlands artillerikår (A 7) 1941 och i generalstaben 1943.
Han var adjutant hos försvarsministern 1928-1931 samt tjänstgjorde som militärattaché i Riga, Reval och Kowno 1930. Kempff var batterichef vid Svea artilleriregemente (A l) 1931-1933 och divisionschef 1936-1937, lärare vid Krigshögskolan 1932-1936, avdelningschef vid generalstabens utrikesavdelning 1936 och militärattaché i Helsingfors 1937-1940. Han var därefter chef för Gotlands artillerikår 1941, avdelningschef vid försvarsstaben utrikesavdelning 1943, chef för sektion III 1946, tillförordnad chef för Smålands artilleriregemente (A 6) 1949 och tjänstgjorde i försvarsdepartementet 1949-1959.
Kempff var sakkunnig i kommissionen angående statsfientlig verksamhet 1934, försvarskommissionen 1934-1936, ledamot av försvarets personalbehandlingsutredning 1949-1952, ordförande i Robertsfors AB 1959 samt styrelseledamot i stiftelserna J C Kempes minne och Seth M Kempes minne. Han blev ledamot av Kungliga Krigsvetenskapsakademien 1945. Kempff var ansvarig utgivare för tidskriften Kontakt med krigsmakten 1947-1949, militär medarbetare för Svenska män och kvinnor (1951-1955) och skrev uppsatser i militära ämnen i olika tidskrifter. Som kunnig genealog var han 1961 en av initiativtagarna till  en fortsatt utgivning av uppslagsverket Svenska släktkalendern och tillhörde därefter dess redaktionskommitté fram till sin död. För årgång 1967 hade han ansvaret som redaktör.
Kempff gifte sig 1935 med Margit Salin (1895-1987), dotter till professor Mauritz Salin och Bertha Kempe. Kempff avled 1970 och gravsattes på Norra begravningsplatsen i Stockholm.

## Utmärkelser
Kempffs utmärkelser:
- Minnestecken med anledning av Konung Gustaf V:s 70-årsdag (GV:sJmt)
- Kommendör av 1. klass av Svärdsorden (KSO1kl)
- Riddare av Nordstjärneorden (RNO)
- Riddare av Vasaorden (RVO)
- 3. klass av Estniska Örnkorset (EÖK3kl)
- Kommendör av Finlands Vita Ros’ orden (KFinlVRO)
- Kommendör av Italienska kronorden (KItKrO)
- Kommendör av Litauiska Gediminas orden (KLitGedO)
- Kommendör av Tyska örnens orden (KTyskÖO)
- 2. klass av Finska Frihetskorsets orden med svärd (FFrK2klmsv)
- Riddare av Danska Dannebrogsorden (RDDO)
- Officer av Lettiska Tre stjärnors orden (OffLettSO)
- Riddare av 1. klass av Norska Sankt Olavsorden (RNS:tOO1kl)
- Officer av Polska orden Polonia Restituta (OffPolRest)
- Riddare av Belgiska Leopoldsorden (RBLeopO)
- Riddare av Franska Hederslegionen (RFrHL)
- Riddare av 1. klass av Spanska militärförtjänstorden (RSpMfO1kl)